# Francisco Alarcón Sánchez
General Francisco Alarcón Sánchez fue un militar mexicano que participó en la Revolución mexicana.

## Maderismo
Nació en Tlaquiltenango, Morelos, el 4 de octubre de 1871; fue hijo de Domingo Alarcón y de María Sánchez, ambos de origen campesino. Realizó solo parte de los estudios primarios, teniéndolos que abandonar para trabajar en las cosechas de Caña y Arroz. En 1911 se incorporó a las fuerzas de Gabriel Tepepa y participó en las tomas de Tlaquiltenango y Jojutla, a finales de marzo de ese año. También concurrió al sitio de Cuautla, del 13 al 18 de mayo. Al ser fusilado Tepepa, el 25 de mayo, se incorporó a las fuerzas de Lorenzo Vázquez Herrera, con quién obtuvo el grado de Coronel de Caballería.

## Zapatismo
Al romper Emiliano Zapata con el Gobierno de Francisco I. Madero, Alarcón siguió operando a las órdenes del General Vázquez en Tlaquiltenango, el Cerro del Venado, Nexpa, los Hornos, El Calabazar y Huixaxtla. Durante la lucha contra Victoriano Huerta fue ascendido a General Brigadier por Emiliano Zapata, y participó en el sitio y toma de Chilpancingo, y en las tomas de las Haciandas de Treinta y Zacatepec, contra las fuerzas del Coronel Federal Flavio Maldonado; también participó en le sitio y toma de Cuernavaca. Leal a los principios del Plan de Ayala, continuó la lucha contra el Carrancismo. 

## Ejército Nacional
Al triunfo del movimiento de Agua Prieta el General Francisco Alarcón quedó incorporado a las fuerzas del General Genovevo de la O, el cual fue designado Jefe de Operaciones Militares en Morelos. En 1924 solicitó su baja en el Ejército y se dedicó a cultivar la tierra, estableciéndose en Jojutla. Murió el 2 de marzo de 1951.